# Пинаска
Пинаска (итал. Pinasca) — коммуна в Италии, располагается в регионе Пьемонт, в провинции Турин.
Население составляет 2951 человек (2008 г.), плотность населения составляет 87 чел./км². Занимает площадь 34 км². Почтовый индекс — 10060. Телефонный код — 0121.
В коммуне 15 августа особо празднуется Успение Пресвятой Богородицы.

## Демография
Динамика населения:

## Города-побратимы
- Вирнсхайм, Германия (1982)

## Администрация коммуны
- Официальный сайт: https://web.archive.org/web/20060820115645/http://www.comunedipinasca.it/